# Атласная колода

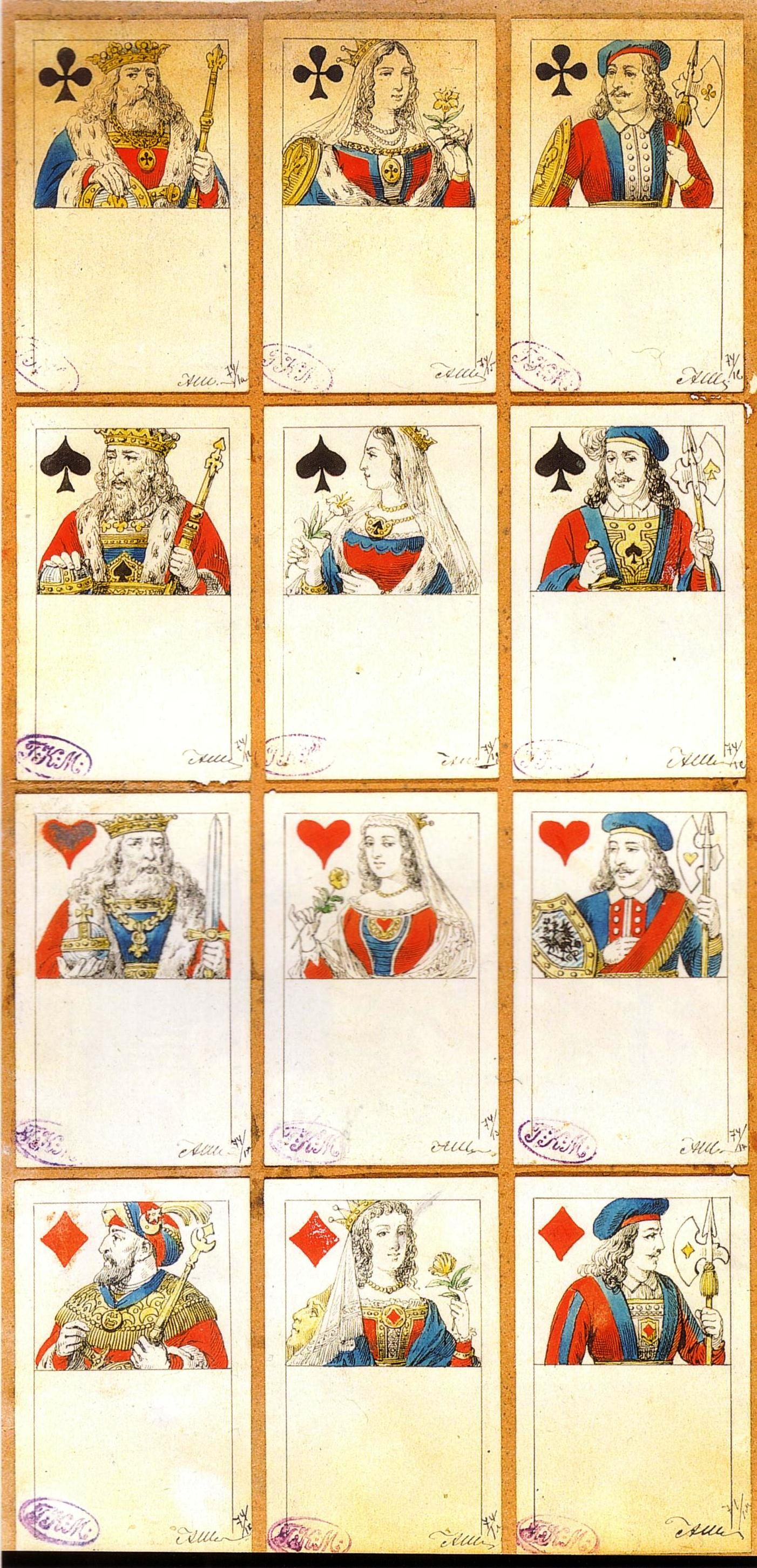
Эскизы «Атласной» колоды игральных карт академика А. И. Шарлеманя

Атла́сные ка́рты — игральные карты с рисунком карт, созданным в середине XIX века академиком живописи Адольфом Иосифовичем Шарлеманем (Боде-Шарлемань), ставшим обычным для России и используемым по настоящее время.
В XIX веке в Российской империи игральные карты делились не только по типу колоды, но и по сортам — качеству бумаги и печати. Сорта делились на самый дешёвый — глазетные для «публики», среднего уровня — атласные первого и второго сорта, тиснёные золотом и самые дорогие — для Высочайшего двора. Для всех них Шарлемань создал единый новый облик, переработав уже ставшую привычной для России начала XIX века «северо-немецкую картинку», которая в свою очередь является потомком французской карточной колоды. Новые рисунки были очень удачны и технологически — печатались в четыре краски, и эстетически — лаконичные и простые, но при этом обладающие своим неповторимым вкусом, с характером каждого изображённого персонажа.
Первоначально понятие «атласные» относилось к среднему сорту карт — печать на натёртой тальком бумаге, их было удобно тасовать и они не боялись влаги. Со временем перестали изготавливать карты более низкого и высокого качества, а название «атласные» закрепилось именно за рисунком карт академика Шарлеманя. Со второй половины XIX века атласная колода получила широкое распространение и стала традиционной российской карточной колодой. Рисунки карт, почти не изменившись, используются в России до настоящего времени. Исключение — на картах туз бубен и валет червей в подлинном эскизе изображён герб Российской империи.
На приносившее значительную прибыль производство игральных карт при Александре I вводится государственная монополия с доходами в пользу благотворительного ведомства императрицы Марии Фёдоровны. Производство карт было развёрнуто в пригороде Санкт-Петербурга, на казённой Александровской мануфактуре, при которой с 1819 года стала работать Императорская Карточная фабрика.
Подлинники эскизов А. И. Шарлеманя хранились в архиве Государственной карточной монополии, ведавшей продажей игральных карт в СССР. После её ликвидации перешли в собрание Александра Семёновича Перельмана, ленинградского коллекционера и историка игральных карт, обладавшего крупнейшей в СССР коллекцией карт и карточных атрибутов.
После Октябрьской революции с щита червонного валета исчезает герб Российской империи. Кроме того, полностью изменяется дизайн бубнового туза — с него была убрана также и эмблема Императорского воспитательного дома и изменён орнамент.

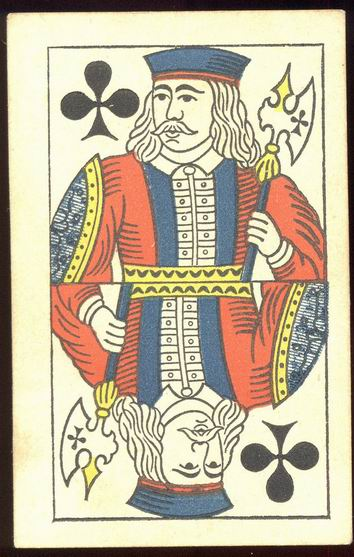
Валет треф 2-й сорт
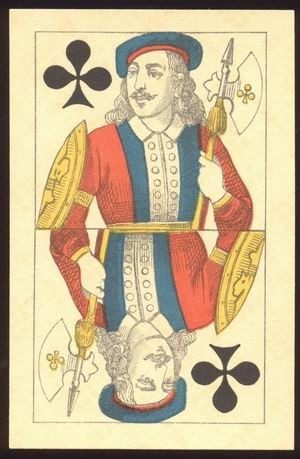
Валет треф 1-й сорт
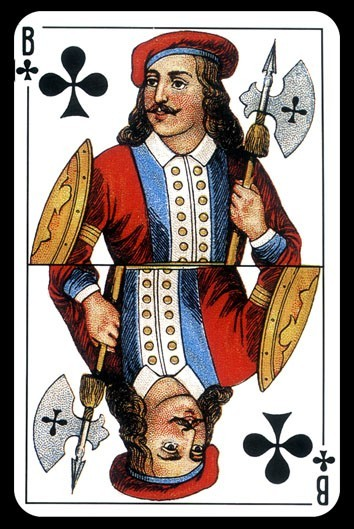
Валет треф сорт экстра
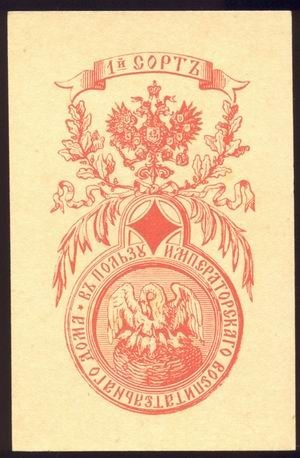
В пользу императорского благотворительного дома
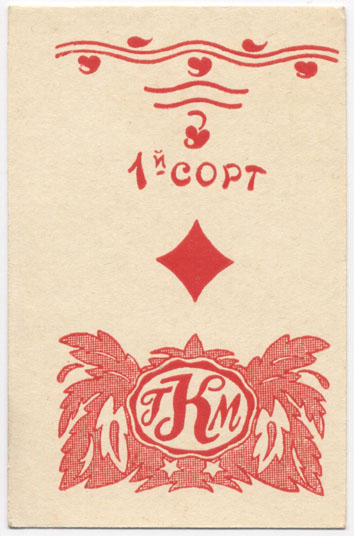
Бубновый туз в первые годы советской власти